# Індіанізм
Індіанізм — напрямок у громадській думці, образотворчому мистецтві та літературі країн Латинської Америки, в яких індіанці складають значну частину населення. Орієнтований на реабілітацію корінного населення. Особливого розвитку отримав у Перу, Еквадорі, Болівії, Мексиці. Сьогодні термін вживається стосовно не тільки всіх індіанських народів, а й інших корінних народів, наприклад, аборигенів Австралії. У сучасному світі поряд з культурною складовою посилилося значення боротьби за цивільні права, автономію і навіть повну політичну самостійність.